# (320153) Eglitis
(320153) Eglitis est un astéroïde de la ceinture principale.

## Nom
L'astéroïde est nommé d'après l'astronome letton Ilgmārs Eglītis. La citation de nommage est la suivante :

« Ilgmārs Eglītis (né en 1951) était le chef de l'observatoire de Baldone (lv) et directeur de l'Institut d'astronomie de l'Université de Lettonie. Il est connu comme chasseur d'astéroïdes, découvreur de nombreuses étoiles carbonées et spécialiste dans les domaines de la photométrie et de la classification stellaires. »

## Description
(320153) Eglitis est un astéroïde de la ceinture principale. Il fut découvert le 23 mars 2007 à Moletai par Kazimieras Černis. Il présente une orbite caractérisée par un demi-grand axe de 3,15 UA, une excentricité de 0,05 et une inclinaison de 16,0° par rapport à l'écliptique.

## Compléments